# Осадчук Богдан Іванович

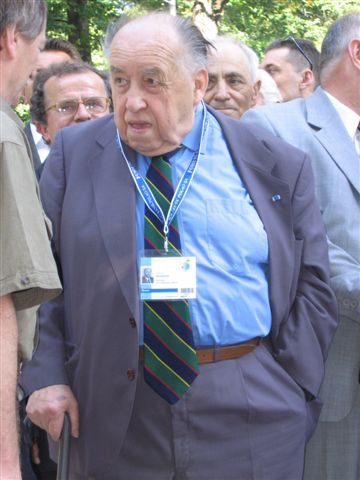
проф. Богдан Осадчук, Криниця-Здруй / Krynica-Zdrój Польща, 8 вересня 2005 року

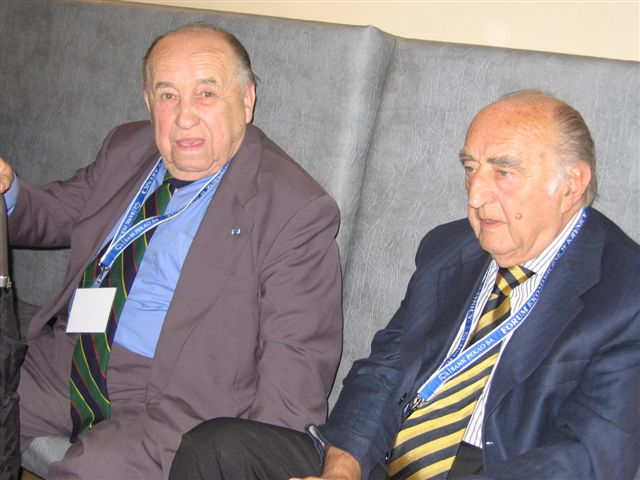
проф. Богдан Осадчук з Леопольдом Унгером, Криниця-Здруй / Krynica-Zdrój Польща, 9 вересня 2005 року

Богда́н Іва́нович Осадчу́к  (1 серпня 1920, м. Коломия — 19 жовтня 2011, с. Чехувка, Малопольське воєводство, Польща) — український публіцист, науковець, дослідник історії Центральної та Східної Європи, професор політології Вільного університету Берліна (Німеччина). Входив також до складу керівництва Колегіуму Східної Європи ім. Яна Новака-Єзьожанського.

## Біографія
Дитинство і юність провів у південній частині Польщі, неподалік від Кракова, у селах Бощинек (пол. Boszczynek) і Пшибениці (пол. Przybenice), де його батько працював eчителем. Навчався в гімназії в м. Пінчів, звідки пізніше вигнаний і переслідуваний за національною ознакою. На початку Другої світової війни родина Богдана Осадчука проживала в с. Казімежі-Велькій i Буську-Здруй (Busku-Zdrój). 1941 року отримав атестат про закінчення німецької середньої школи у Кракові і розпочав навчання в Берлінському університеті, де вивчав міжнародне право, історію країн Східної Європи та Балкан. Дипломну роботу на тему преси в Карпатській Україні захистив в 1944 році.
Навчання продовжив в Українському Вільному Університеті в (Мюнхені), де захистив кандидатську дисертацію пов'язану з дослідженням радянської політики в період від Леніна до Хрущова. З 1966 р. працював професором новітньої історії Східної Європи в Otto-Suhr-Institut Вільного Університету Берліна. Захистив докторську дисертацію щодо планів Юзефа Пілсудського провести превенційну війну проти Адольфа Гітлера.
В еміграції працює українським журналістом (зокрема, в німецьких виданнях «Українські вісті», «Die Neue Zeitung» (1950—1955), «Der Tadesspiegel», «Műnchener Merkur», «Stuttgarter Nachrichten», «Kölner Stadtanzeiger» і швейцарських «Die Neue Zurcher Zeitung» і «Baseler Nationalzeitung»). У червні 1950 брав участь у берлінському антикомуністичному Конгресі Вільна Культура, де познайомився з Єжи Гедройцем та Юзефом Чапським. В результаті зустрічі виникла ідея заснувати журнал, який би висвітлював проблематику Східної Європи. Разом з Єжи Прондзинським, протягом червня 1952 по січень 1953, видавав німецькомовний інформаційний бюлетень «Stimmen zu Osteuropäischen Fragen» («Слово на тему питання Східної Європи») за підтримки Літературного Інституту «Kultura» в Парижі. Під псевдонімом «Берлінець» активно взаємодіє і публікує матеріали у відомому часописі «Культура», головним редактором якого був Єжи Ґєдройць. Останній високо цінував дослідження Богдана Осадчука та його внесок у формування польсько-українського діалогу поєднання. Позитивну оцінку дав Богдану Осадчуку й лауреат Нобелівської премії з літератури польський письменник Чеслав Мілош.
Кореспонденцію Богдана Осадчука з Єжи Гедройцем видано в польському виданні «Emigracja ukraińska. Listy 1950—1982» / «Українська еміграція. Листи 1950—1982» (seria: "Archiwum "Kultury ""; Czytelnik 2005, ISBN 83-07-02981-3). Довгий час був коментатором на німецькому телебаченні в програмі «Internationaler Frühschoppen».
У 1980-х роках був редактором часопису незалежних українських інтелектуалів, що перебували в еміграції, під назвою «Віднова».
У 1984 році отримав відзнаку Нагорода і Співпраця Літературного Інституту «Kultury». 3 травня 2001 отримав орден Білого Орла — найвищу урядову нагороду Польщі. Хрестом Командира (Орден Заслуги Республіки Польща, 30 березня 1994) нагороджено за заслуги в польсько-українському поєднанні. В 2005 отримав титул «Людина Пограниччя». В 2006 нагороджений срібним орденом «За інтелектуальну відвагу». 8 листопада 2007 отримав нагороду ім. Єжи Гедройця.
13 листопада 2009 «відзначаючи істотний науковий доробок і активну роль у справі польсько-українського примирення» міністр закордонних справ Польщі Радослав Сікорський нагородив проф. Богдана Осадчука Почесною Відзнакою «Bene Merito».
У 2007 році з'явилася книга під назвою «Польща. Україна. Осадчук. Ювілейна книга в честь професора Богдана Осадчука в 85 річницю його дня народження» / Polska. Ukraina. Osadczuk. Księga jubileuszowa ofiarowana profesorowi Bohdanowi Osadczukowi w 85 rocznicę urodzin (під ред. Богумили Бердиховської i Олі Гнатюк)
За два роки, у 2009, було видано українською мовою збірку інтерв'ю із Богданом Осадчуком «Розмови з Богданом Осадчуком» (К: Дух і літера, 2009), під редакцією Базиля Керського та Анджея Станіслава Ковальського.
Автор книг «Die Entwicklung der Kommunistischen Parteien Ostmitteleuropas» — «Розвиток комуністичних партій Центральної та Східної Європи» (1962), «Der Sowjetkommunismus-Dokumente» — «Радянський комунізм. Документи» (1964).
Був ініціатором створення Європейського Колегіуму Польських та Українських Університетів (EKPiUU) у м. Люблін, Польща.
З 2006 року почесний доктор НаУКМА.
Проживав у Берліні. З огляду на поважний вік переїхав до родини своєї подруги Агати Фрайтаґ до Заклічина. Помер у селі Чехувка неподалік від м. Мислениці (Myślenice) в Малопольському воєводстві й похований у Заклічині на парафіяльному цвинтарі. Поховальна служба відбулася 25 жовтня 2011 р. в парфіяльному костелі св. Ідзя-абата за участі греко- та римо-католицького духовенства.

## Наукові праці та інші публікації
- Die Entwicklung der kommunistischen Parteien Ostmitteleuropas (1962)
- Weisser Adler, Kreuz und Rote Fahne. Chronik der Krisen des kommunistischen Herrschaftssystems in Polen 1956—1982 (1982)
- Ukraina, Polska, świat. Wybór reportaży i artykułów (wybrał i przedmową opatrzył Andrzej Stanisław Kowalczyk; wstęp Jerzy Giedroyc i Czesław Miłosz; seria: «Meridian»; Pogranicze 2000, ISBN 83-86872-06-3)
- Wiek ukraińsko-polski: rozmowy z Bohdanem Osadczukiem (rozmowy przeprowadzili: Andrzej Stanisław Kowalczyk i Basil Kerski, współpraca Krzysztof Zastawny; Wydawnictwo Uniwersytetu Marii Curie-Skłodowskiej 2001, ISBN 83-227-1777-6;
- Polska i Ukraina. Rozmowy z Bohdanem Osadczukiem, Wydawnictwo Kolegium Europy Wschodniej 2008, ISBN 978-83-89185-60-0)
- Niepodległa Ukraina (seria: «Meridian»; Pogranicze 2006, ISBN 83-86872-86-1)
- Осадчук Богдан. УКРАЇНА, ПОЛЬЩА, СВІТ. / Передмова Єжи Ґедройця, Чеслава Мілоша, Александра Кваснєвського, Видавництво «Смолоскип», 2001, 356 с.